# 牛心顶镇
牛心顶镇，是中华人民共和国吉林省通化市梅河口市下辖的一个乡镇级行政单位。

## 行政区划
牛心顶镇下辖以下地区：
王家村、马场村、搭连沟村、兴隆沟村、河东村、小河北村、牛心顶村、常兴村、自兴村、六合村、三里村、新红村、野猪河村、大沙河村、陈家村、向阳村、朝阳村、八泉眼村、凤阳村、兴隆堡村和双泉村。